# Afrixalus delicatus
Afrixalus delicatus es una especie de anfibio anuro de la familia Hyperoliidae.

## Distribución geográfica
Esta especie habita hasta los 500 m de altitud:
- en el este de Sudáfrica, en la provincia nororiental de KwaZulu-Natal;
- en el este de Mozambique;
- en Malawi;
- en el este de Tanzania;
- en el sur de Kenia;
- en el extremo sur de Somalia.[5]

Ella podría estar presente en Suazilandia.

## Publicación original
- Pickersgill, 1984 : Three new Afrixalus (Anura: Hyperoliidae) from south-eastern Africa. Durban Museum Novitates, vol. 13, p. 203-220.[6]